# Großer Wentowsee
Der Große Wentowsee ist ein natürlicher See im Norden des Landes Brandenburg. Er gehört zu einem Teil zur Stadt Gransee (Ortsteile Seilershof und Dannenwalde) und im Übrigen zur Stadt Fürstenberg/Havel (Ortsteil Tornow). An seinen Ufern liegen die Orte Dannenwalde, Ringsleben, Tornow, Marienthal, Zabelsdorf und Wentow.
Der Große Wentowsee ist ein kalkreicher, ungeschichteter See im Nordosten des Naturraums der Granseer Platte. Sein Wasserspiegel liegt auf einer Höhe von 47,5 m ü. HN. Er hat eine Fläche von 279 ha und eine maximale Tiefe von 4 m. Die effektive Breite beträgt 3650 m, die effektive Länge 960 m. Die Inseln Der Raatz und Schönwerder sowie eine weitere Insel liegen im See. Der Große Wentowsee hat ein Einzugsgebiet von 21.300 ha. Im Westen erfolgt der Zufluss vom Kleinen Wentowsee, über den eine Verbindung mit dem Polzowkanal besteht. Daneben fließen dem Großen Wentowsee mehrere Gräben zu, unter anderem der Alte Siebgraben und der Grenzbek von Norden. Im Osten bildet der Tornowfließ den natürlichen Abfluss zur Havel. Daneben verbindet der Wentowkanal mit der Schleuse Marienthal den Großen Wentowsee mit der Havel. Ein indirekter Abfluss zur Havel erfolgt über den Piepergraben in Richtung Südosten.
Bis 1950 bildete der Große Wentowsee die Grenze zwischen dem Land Mecklenburg (Fürstenberger Werder) und dem Land Brandenburg. Zusammen mit dem Kleinen Wentowsee und dem Wentowkanal ist er als Wentow-Gewässer ein Seitengewässer der Oberen Havel-Wasserstraße. Als Teil des Landschaftsschutzgebietes Fürstenberger Wald- und Seengebiet gehört der Große Wentowsee zum Naturpark Uckermärkische Seen.